# Daniel Vogt
Daniel Vogt (ur. 19 marca 1972 w Balzers) – narciarz alpejski z Liechtensteinu, dwukrotny olimpijczyk.

## Kariera
Jego pierwsze zanotowane wyniki na arenie międzynarodowej to Mistrzostwa Świata Juniorów 1990 w Zinal. Wystartował tam w supergigancie i gigancie, zajmując odpowiednio 23. i 42. miejsce. Rok później ponownie wziął udział w mistrzostwach świata juniorów, tym razem w norweskim Geilo. W zjeździe uplasował się na 16., a w gigancie na 25. pozycji. Debiut w zawodach Pucharu Świata zaliczył 22 grudnia 1992 roku w austriackim Bad Kleinkirchheim. Zajął wtedy 53. miejsce w supergigancie. W swojej karierze nie udało mu się zdobyć punktów do klasyfikacji generalnej Pucharu Świata.
Dwukrotnie startował na zimowych igrzyskach olimpijskich. Najpierw, w 1992 roku, na igrzyskach w Albertville, startował w kombinacji, gigancie i supergigancie. Nie ukończył rywalizacji w gigancie i supergigancie, natomiast w kombinacji znalazł się na 24. lokacie. Dwa lata później na igrzyskach w Lillehammer startował w gigancie, którego ponownie nie ukończył oraz w supergigancie, gdzie zajął 27. miejsce.

## Osiągnięcia

### Igrzyska olimpijskie
| Miejsce | Dzień     | Rok  | Miejscowość | Konkurencja | Czas biegu  | Strata  | Zwycięzca           |
| ------- | --------- | ---- | ----------- | ----------- | ----------- | ------- | ------------------- |
| 24.     | 11 lutego | 1992 | Albertville | Kombinacja  | ?           | ?       | Josef Polig         |
| DNF1    | 16 lutego | 1992 | Albertville | Supergigant | -           | -       | Kjetil André Aamodt |
| DNF1    | 18 lutego | 1992 | Albertville | Gigant      | -           | -       | Alberto Tomba       |
| 27.     | 17 lutego | 1994 | Lillehammer | Supergigant | 1:35,08 min | +2,55 s | Markus Wasmeier     |
| DNF2    | 23 lutego | 1994 | Lillehammer | Gigant      | -           | -       | Markus Wasmeier     |

### Mistrzostwa świata juniorów
| Miejsce | Dzień       | Rok  | Miejscowość | Konkurencja | Czas biegu  | Strata  | Zwycięzca           |
| ------- | ----------- | ---- | ----------- | ----------- | ----------- | ------- | ------------------- |
| 23.     | 22 marca    | 1990 | Zinal       | Supergigant | 1:29,14 min | +4,84 s | Kjetil André Aamodt |
| 42.     | 24 marca    | 1990 | Zinal       | Gigant      | 2:30,06 min | +9,68 s | Lasse Kjus          |
| 16.     | 11 kwietnia | 1991 | Geilo       | Zjazd       | 1:07,56 min | +2,08 s | Ivan Bormolini      |
| 25.     | 12 kwietnia | 1991 | Geilo       | Gigant      | 2:07,28 min | +2,64 s | Massimo Zucchelli   |